# フルオキセチン

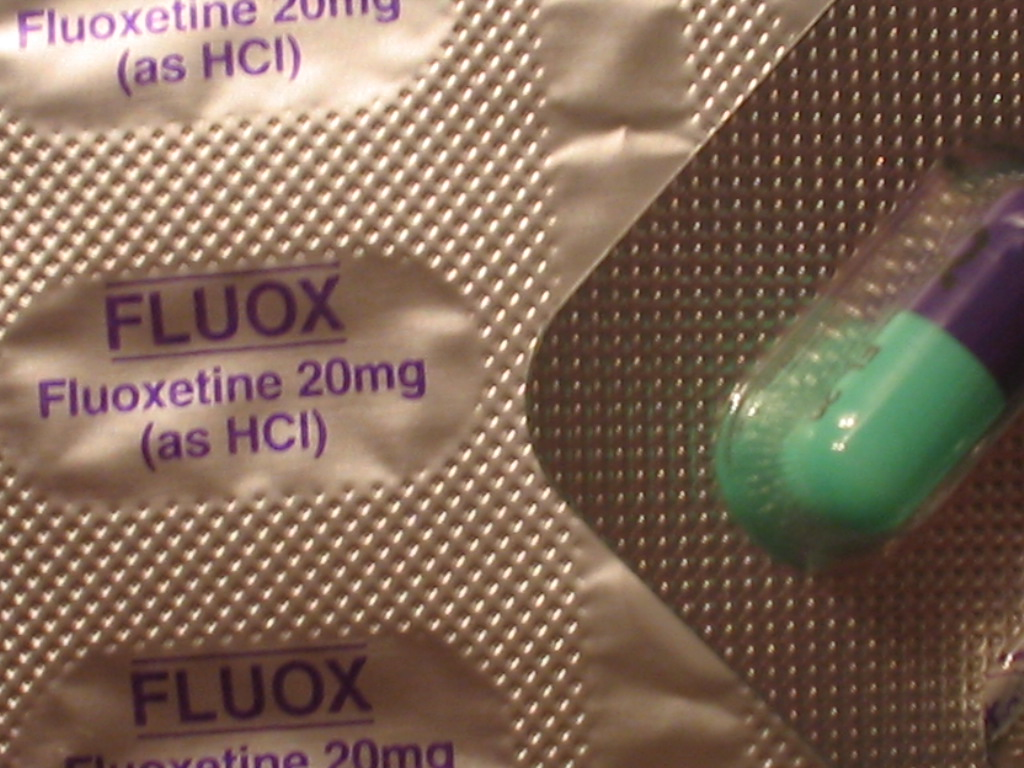
フルオキセチンのカプセル剤

フルオキセチン (英: Fluoxetine) は、選択的セロトニン再取り込み阻害薬（SSRI）に分類される抗うつ薬の1つである。商品名プロザック (Prozac) としてアメリカ合衆国のイーライリリー・アンド・カンパニーから発売され、後発医薬品も存在する。なお日本では、厚生労働省未承認の処方箋医薬品であり、保険調剤報酬として掲載・販売はない。
主として、うつ病、強迫性障害、摂食障害に有効とされている。
世界保健機関の必須医薬品の一覧に収録されている。
1988年の発売当初は、その効果（重症のうつ病患者には効果が劣るが、軽症から中等症の患者には、三環系・四環系抗うつ剤以上の効果が認められること）から、アメリカ合衆国では「新世代の抗うつ薬」「奇跡の薬」とも言われ、大変な人気を博した。主な副作用としては、吐き気 (21.1%)、頭痛 (20.9%)、神経痛 (14.9%)、自殺リスクである。

## 適応

### うつ病
世界保健機関の『プライマリケア従事者向けガイドライン』では、中等症から重症のうつ病への薬物療法の選択肢の一つとしている。一方で12歳未満への投与は禁止、12歳以上児童青年では第一選択肢であってはならない。

### 強迫性障害
英国国立医療技術評価機構の『強迫性障害ガイドライン』では、成人に対して薬物療法を行う場合の選択肢の一つであり、また児童青年に対しての第一選択肢であるが、その処方は児童青年精神科医の管理下でなければならない。

### 月経前症候群
月経前症候群にも有効なことから、商品名サラフェム (Sarafem) として販売されている。

## 環境への影響
アメリカ合衆国では抗うつ剤の使用量が増加しており、一般的な下水処理水にも処理し得ない微量のフルオキセチンが含まれている。ポーツマス大学の生物学者、アレックス・フォードは、下水中に含まれる濃度のフルオキセチンがエビ類に与える影響を調査し、行動に変化が生じることを2010年に報告した。

## 研究事例
性欲亢進。ゲティスバーグ大学のピーター・フォングは、二枚貝Sphaerium striatinumにフルオキセチンを与えたところ、何も与えない対象群よりも10倍の繁殖力を示したという実験結果を発表している。なお、この実験によってフォングは、1998年にイグノーベル賞を受賞している。
マウスを使った実験で、大脳皮質において神経細胞の再生を促進する例が報告されている。